# Dorcus peyroni
Dorcus peyroni là một loài bọ cánh cứng trong họ Lucanidae. Loài này được Reiche & Saulcy mô tả khoa học năm 1856.